# Palazzo Altieri
Palazzo Altieri je palác v Římě na náměstí Piazza del Gesu naproti kostelu Il Gesu v obvodě Pigna. Byl rezidencí rodiny Altieri.
Altieri byla jedna z prominentních římských rodin; jejím příslušníkem byl i papež Klement X. Stavba paláce začala roku 1650 a od roku 1670 (s nástupem Klementa do funkce papeže) byla expanze budovy pod dozorem papežova bratra, kardinála Giambattisty Altieri a architekta Giovana Antonia de Rossiho. Roku 1673 byl dokončen velký salon. Kardinál Camillo Massimo doporučil Carla Marattu pro výzdobu paláce a Gian Pietro Bellori pomáhal s ikonografií.
Budova byla dekorovaná díly, jejichž autory jsou Luca Giordano, Bernardo Strozzi, Pieter Mulier, Domenico Maria Canuti, Fabrizio Chiari, Felice Giani, Vincenzo Camuccini, Francesco Zuccarelli, Gian Lorenzo Bernini a Giuseppe Bonito.
V 50. letech dvacátého století, tedy během éry La Dolce Vita, v tomto paláci bydlela věhlasná italská herečka Anna Magnani. 
V současnosti zde má své sídlo jedna z římských bank.